# Styloxus angelesae
Styloxus angelesae là một loài bọ cánh cứng trong họ Cerambycidae.